# Баулин, Кирилл Яковлевич
Кирилл Яковлевич Баулин (1896 — 1974) — советский военачальник, полковник (1936), участник Первой мировой, Гражданской и Великой Отечественной войн. 6 августа 1941 года ранен и попал в плен в боях под Рославлем, освобождён по окончании войны в 1945 году. 

## Биография
Русский. Учился во 2-й Пензенской гимназии, в 1911—1915 годах — в Пензенском сельскохозяйственном училище садоводства. Во время Первой мировой войны 7 августа 1915 года призван в армию, за боевые отличия награждён орденом Святого Георгия 4 степени. В апреле 1916 года направлен в Виленское военное училище (в Полтаве), 1 октября 1916 года получил офицерский чин и вернулся в действующую армию, назначен командиром роты, при введении выборности командного состава в 1917 году избран командиром батальона, последний чин в Русской императорской армии — поручик.
В 1918 году мобилизован в РККА, 27 мая 1919 года получил ранение, в августе 1919 года назначен помначштабрига по оперативной части. В январе 1920 года отправлен в школу штабной службы при штабе армий Западного фронта (Смоленск), в июле 1920 года назначен начальником штаба 49-й стрелковой бригады, с августа 1920 по март 1921 года — командир 51-й стрелковой бригады, участвовал в войне против Польши. 
С 9 июня 1921 года — командир 147-го стрелкового полка 17-й стрелковой дивизии, с 29.7.1921 года — командир 49-й стрелковой бригады 17-й стрелковой дивизии. В 1921—1924 годах — слушатель Военной академии РККА. 
С 1.8.1924 года — помначштаба 1-й Кавказской стрелковой дивизии (Батуми), с 15.7.1925 года — помначштаба, с 17.9.1925 — начальник штаба Горской стрелковой дивизии (Владикавказ). 
С октября 1926 года — начштаба 46-й стрелковой дивизии (Киев), с 1.12.1926 года — помначштаба и исполняющий должность начштаба 14-го стрелкового корпуса (Киев). 
С 7.10.1929 года — преподаватель тактики ВПА (Ленинград), с 1934 года — адъюнкт академии.
5 апреля 1936 года назначен начальником штаба 90-й стрелковой дивизии. В октябре 1937 года арестован НКВД, освобождён в декабре 1939 года и 24 апреля 1940 года восстановлен в кадрах РККА, назначен преподавателем кафедры тактики, с 26.5.1941 года — преподаватель кафедры тыла в Военной академии им. Фрунзе.

### Во времяВеликой Отечественной войны
С 15 июля 1941 года — в распоряжении Военного совета Западного фронта, 24 июля 1941 года назначен командиром 64-й стрелковой дивизии Западного фронта, в начале августа 1941 года — врид командира 145-й стрелковой дивизии 28-й армии. В боях под Рославлем 6 августа 1941 года ранен в голову и попал в плен. Приказом ГУК НКО № 0425 (1943 г.) исключён из списков Красной армии как пропавший без вести в июле 1941 года. 
В 1945 году освобожден из плена армией США, с июня 1945 года — на излечении в эвакогоспитале № 2466, с ноября 1945 года проходил проверку, с января 1946 года — в распоряжении Главного управления кадров НКО, затем на преподавательской работе. С 24 мая 1947 года — начальник военной кафедры Саратовского сельскохозяйственного института. 
12 апреля 1948 года уволен в отставку по болезни с правом ношения военной формы.

## Награды
- орден Святого Георгия IV степени
- орден Ленина (1947)
- орден Красного Знамени (1921, 1923, 1946)
- медаль «ХХ лет РККА» (1941)
- медаль «За победу над Германией 1941—1945 гг.»